# Arquitetura MMS
A Arquitetura MMS é o conjunto de padrões usados pelo serviço de mensagens multimídia em redes móveis. Os padrões são preparados pela organização tecnológica 3GPP (3rd Generation Partnership Project).

## Visão global

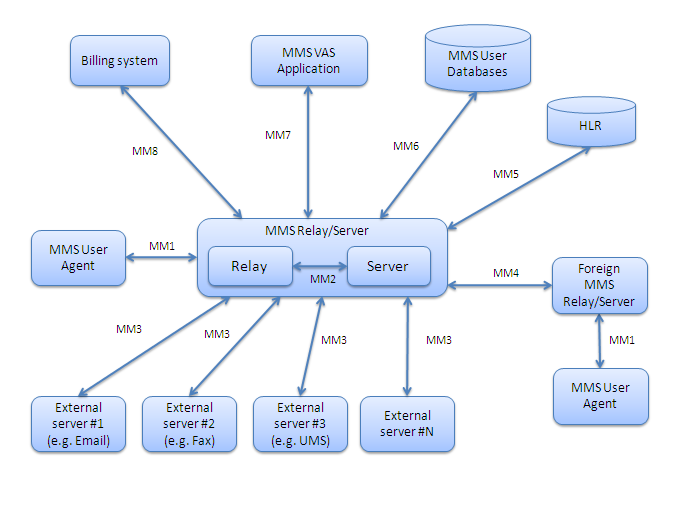
Arquitetura de Referência MMSC

O padrão consiste em várias interfaces entre componentes encontrados na rede móvel:
- MM1: a interface entre o MMS User Agent e o MMS Center (MMSC, a combinação do MMS Relaiiy & Server). Entregue como HTTP em uma sessão de dados comutados por pacote.
- MM2 : a interface entre o MMS Relay e o MMS Server.
- MM3: a interface entre o MMSC e outros sistemas de mensagens. Usando SMTP.
- MM4: a interface entre o MMSC e os provedores de rede foregin. Usando SMTP.
- MM5: a interface entre MMSC e HLR.
- MM6: a interface entre o MMSC e os bancos de dados do usuário.
- MM7: a interface entre aplicativos de serviço de valor agregado MMS e MMSC. Normalmente, provedores de conteúdo que usam HTTP / SOAP para entrega.
- MM8: a interface entre o MMSC e os sistemas de cobrança.
- MM9: a interface entre o MMSC e um sistema de carregamento on-line.
- MM10: a interface entre o MMSC e uma função de controle do serviço de mensagens.
- MM11: a interface entre o MMSC e um transcodificador externo.

## MM1
MM1 é a interface entre uma estação móvel (MS) e um MMSC.
O MM1 é usado nas seguintes ações:
- O assinante remetente envia um MMS para o MMSC
- O MMSC notifica o assinante destinatário que ele / ela possui um MMS aguardando recuperação
- O assinante destinatário recupera o MMS do MMSC
- O MMSC notifica o remetente que o destinatário recuperou a mensagem
- O assinante destinatário gerencia sua caixa de correio no MMSC (carrega MMS, exclui MMS, ...)

A interface MM1 é baseada no protocolo WAP. Inclui as notificações PAP que são transformadas em SMS pelo gateway WAP para as notificações.

## MM2
O MM2 é uma interface entre um MMS Relay (MMS-R) e um banco de dados de armazenamento MMS, dois componentes de uma plataforma MMSC.

## MM3
MM3 é a interface entre o MMSC e os servidores externos, como o servidor de email ou o SMSC SMS Centers. Essa interface geralmente usa protocolos baseados em TCP/IP, por exemplo, Simple Mail Transfer Protocol (SMTP)
Geralmente, é de responsabilidade do MMSC fazer a transformação dos dados binários de várias partes do MMS para o formato MIME de e-mail nas duas direções
O MM3 é usado nas seguintes ações:
- Para trocar mensagens com servidores externos, como servidor de email ou centrais de SMS

## MM4
MM4 é a interface usada para trocar mensagens entre dois MMSCs diferentes. Esses MMSCs geralmente estão localizados em duas redes móveis distintas
Essa interface também é conhecida como interface MMS R nos padrões Wireless Application Protocol (WAP) e Open Mobile Alliance (OMA).

## MM5
MM5 é a interface entre o MMSC e outros elementos de rede, como HLR ou Domain Name Server. A comunicação através da interface MM5 geralmente busca as informações de roteamento. O MM5 foi definido pelo 3GPP no TS 23.140 como uma referência simples à parte de aplicativos móveis.

## MM7
MM7 é a interface entre o MMSC e um provedor de serviços de valor agregado (VASP).
A interface do MM7 é usada para enviar MMS de fornecedores terceirizados (por exemplo, um banco enviando um extrato ou um anunciante enviando publicidade). É baseado no SOAP com anexos, usando HTTP como o protocolo de transporte. A solicitação HTTP deve ser um POST.
A mensagem é um MIME que encapsula o envelope SOAP e os anexos codificados. O envelope SOAP é um XML em que as tags são os dados do protocolo MM7.

## MM11
O MM11 é especificado pelo OMA STI (Standard Transcoding Interface) 1.0. MM11 foi projetado para garantir a compatibilidade de transcodificadores com MMSCs.
A integração com um transcodificador sem o uso do MM11 é possível implementando o transcodificador como um servidor proxy. Ao colocar o transcodificador na interface MM1 entre o equipamento do usuário e o MMSC, as mensagens podem ser transcodificadas de forma transparente. Uma possível desvantagem dessa implementação é que os transcodificadores geralmente são licenciados em transações por segundo. Todas as transações serão enviadas através do transcodificador, e não apenas as marcadas para permitir adaptações.